# Chalandry
Chalandry är en kommun i departementet Aisne i regionen Hauts-de-France i norra Frankrike. Kommunen ligger  i kantonen Crécy-sur-Serre som ligger i arrondissementet Laon. År 2022 hade Chalandry 242 invånare.

## Befolkningsutveckling
Antalet invånare i kommunen Chalandry
Referens: INSEE